# Uwe Dreher
Uwe Dreher (* 13. Mai 1960 in Tübingen; † 20. Oktober 2016 ebenda) war ein deutscher Fußballspieler und -trainer. In seiner besten Zeit spielte Dreher als Mittelstürmer, später im offensiven Mittelfeld und zum Ende der Karriere als Libero.

## Spielerkarriere
Uwe Dreher, der in Wurmlingen bei Tübingen aufgewachsen ist, begann mit dem Fußballspielen beim SV 03 Tübingen und war von 1978 bis 1983 bei den Stuttgarter Kickers aktiv. Insgesamt bestritt der Stürmer für den Verein 137 Zweitliga-Spiele, 69 davon in der 2. Bundesliga Süd und 68 in der zur Saison 1981/82 eingeführten eingleisigen 2. Bundesliga. Insgesamt erzielte er dabei 66 Tore. Beim 5:3-Sieg der Kickers im Carl-Benz-Stadion bei Waldhof Mannheim (3. September 1978) sowie beim 8:1-Heimerfolg über den FC Homburg (23. Dezember 1979) erzielte Dreher jeweils drei Tore in einem Spiel. Außerdem erreichte der Mittelstürmer mit den Stuttgartern zweimal das Achtelfinale im DFB-Pokal, blieb dort allerdings ohne Torerfolg.
Während dieser Zeit wurde der Stürmer im Oktober 1980 von Trainer Berti Vogts für ein Freundschaftsspiel der deutschen U21-Nationalmannschaft zusammen mit seinem damaligen Mitspieler Guido Buchwald nominiert. Im Bökelbergstadion stand Dreher beim 0:0 gegen die Niederlande über die kompletten 90 Minuten neben Spielern wie Pierre Littbarski oder Lothar Matthäus auf dem Feld. Alle Trainer und Weggefährten waren der Meinung, dass der Tübinger das Talent zur ersten Bundesliga habe, jedoch wurde Dreher immer wieder durch Verletzungen zurückgeworfen. So platzte auch sein geplanter Wechsel zum damaligen Bundesligisten 1. FC Kaiserslautern, der letztlich aber zur Trennung mit den Kickers führte.
Nach seiner Kickers-Zeit spielte er in der Schweiz für den FC Basel, den FC Laufen und den FC Schaffhausen. Nach einem Jahr in Basel wurde er zum FC Laufen ausgeliehen, der unter Urs Siegenthaler in die zweithöchste Liga aufgestiegen war. Mit Dreher als „Dreh- und Angelpunkt“ rettete sich Laufen durch ein 1:1 gegen Schaffhausen am letzten Spieltag in der Liga.
In Schaffhausen hatte Dreher anschließend seine beste Zeit in der Schweiz. 1988 stand der Klub als Zweitligist im Schweizer Pokalfinale, verlor aber in Bern vor 33 000 Zuschauern mit 0:2 gegen den Grasshopper Club Zürich. In derselben Saison fehlten Schaffhausen in der Aufstiegsrunde der Nationalliga B nur drei Punkte zum Aufstieg in die höchste Spielklasse. Damals spielte Dreher mit dem späteren Schweizer Nationaltrainer Rolf Fringer zusammen und galt außerdem als Mentor seines jungen Mitspielers Roberto di Matteo, der 2012 als Trainer mit dem FC Chelsea in München gegen den FC Bayern die Champions League gewinnen konnte. Beim FC Schaffhausen war Dreher in der Saison 1989/90 außerdem Teamkollege von Joachim Löw, dem deutschen Weltmeister-Trainer 2014. In seinem Nachruf bescheinigte der FC Schaffhausen Uwe Dreher, dass er „als Lebensversicherung der Mannschaft“ galt.

## Persönliches
Am 20. Oktober 2016 verstarb Uwe Dreher unerwartet und hinterließ eine Ehefrau, drei erwachsene Kinder und ein Enkelkind.